# 岡山県道211号建部停車場線
岡山県道211号建部停車場線（おかやまけんどう211ごう たけべていしゃじょうせん）は、岡山県岡山市北区を通る一般県道である。

## 概要
岡山市北区建部町中田から岡山市北区建部町吉田に至る。

### 路線データ
- 起点：岡山県岡山市北区建部町中田（岡山県道453号宮地鹿瀬線交点）
- 終点：岡山県岡山市北区建部町吉田（なかよし橋交差点、国道53号交点）
- 総延長：1.0 km

## 路線状況

### 道路施設

#### 橋梁
- 中吉橋（旭川、岡山市北区）

## 地理

### 通過する自治体
- 岡山市（北区）

### 交差する道路
| 交差する道路            | 交差する場所 | 交差する場所            |
| ----------------------- | ------------ | ----------------------- |
| 岡山県道453号宮地鹿瀬線 | 建部町中田   | 起点                    |
| 国道53号                | 建部町吉田   | なかよし橋交差点 / 終点 |

### 沿線
- JR西日本津山線 建部駅（起点付近）